# Colin Meldrum
Colin Meldrum (ur. 26 listopada 1975, Kilmarnock, Szkocja) – szkocki piłkarz, występujący na pozycji bramkarza. Ma 178 cm wzrostu.